# 2014年澳門特別行政區行政長官選舉
2014年澳门特別行政區行政长官选举已于2014年8月31日举行。時任行政长官崔世安在無對手的情況下成功連任。

## 背景
2014年7月16日，现在行政长官崔世安宣布参选连任行政长官，承诺其政府将带来“相对激进的变革”。澳門這次行政長官選舉，選舉委員會由300人增至400人，提名門票維持六分之一，即由50人增至66人。7月21日，崔世安争取到超過66个参选提名。除此之外，没有其他候选人宣布有意参选行政长官。

### 民間投票活動
期间于5月份，澳门良心连同澳门青年动力和开放澳门协会等澳门民主派组成“特首选举民间公投管理委员会”，尝试效仿香港2012年特首選舉期間進行的民間投票运动举行网上全民公投。网上投票于2014年8月24日向公众开放，同时，主办方“民间公投管理委员会”还安排五个街头投票站，向市民公开投票，但因票站工作人员被警方带走，平板电脑遭没收而暂停票站运作，改为原定向市民派传单，呼吁市民投票表态。投票于8月31日結束，總投票人數為8,688人，有近90%投票者（7,762名投票者）不信任2014年澳門行政長官選舉唯一候選人崔世安。

## 結果
2014年8月31日，崔世安在396張選票中取得380票成功連任。
由400人組成的選舉委員會，有3人缺席、1人遲到，總票數共有396票，當中379票支持崔世安連任。經過點算，今次選舉白票共有13票，另有3張廢票，但都不足以影響崔世安連任。
| 姓名                                              | 性別 | 政治聯繫 | 參選前職位 | 提交提名表格日期 | 提名人數（提名率） | 得票數（得票率） | 結果 |
| ------------------------------------------------- | ---- | -------- | ---------- | ---------------- | ------------------ | ---------------- | ---- |
| 崔世安                                            | 男   | 無       | 行政長官   | 2014年7月16日    | 331（82.75%）      | 380（95.96%）    | 當選 |
| 空白票：13（3.28%）；廢票：3（1%）；總投票數：396 |      |          |            |                  |                    |                  |      |